# Немецкое общество внешней политики
Немецкое общество внешней политики (нем. Deutsche Gesellschaft für Auswärtige Politik, сокращённо DGAP) — немецкий аналитический центр, независимое объединение по вопросам внешней политики.
Основано в 1955 году. Штаб-квартира расположена в бывшем здании посольства Югославии в Германии в Посольском квартале Берлина.
Основной целью ставят «обсуждение проблем международной (прежде всего европейской) политики, безопасности и экономики и содействие их научному исследованию».
Финансируется за счёт бюджета Германии.
Руководитель Отдела Восточной Европы и стран СНГ — Александр Рар.
Весной 2025 года DGAP был объявлен нежелательной организацией в России.